# Ølgod Station
Ølgod Station er en dansk jernbanestation i stationsbyen Ølgod i Vestjylland.
I 1875 blev jernbanestrækningen Varde – Ringkøbing indviet. Ølgod Station er nu en del af jernbanestrækningen Esbjerg – Struer.